# Alberts Fruto
Alberts Aldrid Fruto Pimentel (Panamá, Panamá, 2 de enero de 2001), conocido deportivamente como Alberts Fruto, es un futbolista panameño que juega de extremo derecho. Actualmente juega para el Sporting San Miguelito de la Primera División de Panamá.

## Trayectoria

### Sporting SM
Se formó en el Sporting SM y su debut profesional en la Primera División de Panamá el 3 de marzo de 2017 en el empate 1 a 1 contra la SD Atlético Nacional en el Estadio Maracaná de Panamá.

### CF Intercity
El 22 de septiembre de 2020 fue anunciado como nuevo jugador del CF Intercity en calidad de cedido. Su debut con el club fue el 18 de octubre de 2020 en el empate 0 a 0 contra el Hércules de Alicante Club de Fútbol "B" en el Estadio Poliesportiu Sant Joan d'Alacant. En la temporada 2020-21 logró el ascenso a la Segunda RFEF de España.

### Sporting SM
El 3 de julio de 2021 regresó de la cesión del CF Intercity, comenzó jugando en el segundo equipo en la Liga Prom alternando con el Primer equipo, quedó subcampeón del Torneo Apertura 2022.

## Selección nacional

### Categorías inferiores
Fue convocado por la selección sub-17 de Panamá para el Campeonato Sub-17 de la Concacaf de 2017 donde jugó 5 partidos.

### Participaciones en Selección Nacional
| Copa                   | Categoría | Sede   | Resultado   | Partidos | Goles |
| ---------------------- | --------- | ------ | ----------- | -------- | ----- |
| Campeonato Sub-17 2017 | Sub-17    | Panamá | Etapa Final | 5        | 0     |

## Clubes
| Club         | País   | Año             |
| ------------ | ------ | --------------- |
| Sporting SM  | Panamá | 2019 - 2020     |
| CF Intercity | España | 2020 - 2021     |
| Sporting SM  | Panamá | 2021 - presente |